# Saint-Urbain, Finistère
Saint-Urbain (tiếng Breton: Lannurvan) là một xã của tỉnh Finistère, thuộc vùng Bretagne, miền tây bắc Pháp.

## Dân số
Người dân ở Saint-Urbain được gọi là Saint-Urbannais.